# مصباغ

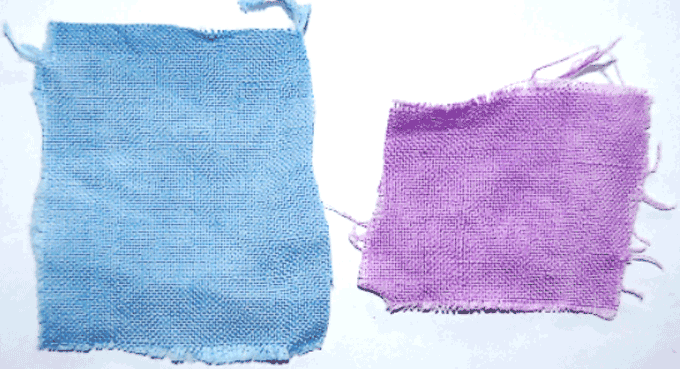

المصباغ أو أكسوكروم (بالإنجليزية: Auxochrome)‏ هي مجموعة من الذرات المتصلة بحامل اللون التي تعدل من قدرة الأخير على امتصاص الضوء. مثل: -OH، -NH2، والألدهيدات.
المصباغ هو مجموعة وظيفية من الذرات تملك إلكترونات غير مرتبطة والتي تعدل، عند ارتباطها بحامل اللون، وطول موجة وشدة الامتصاص.
إذا كانت هذه المجموعات على اتصال ترافقي مباشر مع نظام باي لحامل اللون، فقد تزيد طول الموجة التي يمتص عندها الضوء، وبالتالي تزيد من شدة الامتصاص. علامة هذا المصباغ وجود زوج وحيد واحد من الإلكترونات على الأقل يمكن مشاهدته كامتداد للنظام المترافق.
يزيد المصباغ لون المركب العضوي. فمثلا، لا يمكن للبنزين أن يظهر أي لون لأنه لا يمتلك أي مصباغ، بينما يكون النتروبنزين أصفر شاحب اللون بسبب وجود مركب النترو. ولكن عندما يكون المركب بارا هيدروكسي نتروبنزين، يصبح اللون أصفر غامق. في هذه الحالة يقوم المصباغ (-OH) باتصال ترافقي مع المصباغ -NO2. وهذا سبب ظهور اللون الأغمق. تحدث نفس الحالة في آزو بنزين (لون أحمر) ولكن في حالة بارا هيدروكسي آزو بنزين يصبح اللون أحمر مسود.
يوجد نوعان أساسيان من المصباغ:
- حمضي: -COOH, -OH, -SO3H
- قلوي: -NHR, -NR2, -NH2

## اقرأ أيضا
- صباغ
- حامل اللون